# جورج تايلور (لاعب كرة قدم بريطاني)
جورج تايلور (بالإنجليزية: George Taylor)‏ هو لاعب كرة قدم بريطاني (وحمل سابقاً جنسية المملكة المتحدة لبريطانيا العظمى وأيرلندا) في مركز نصف الجناح، ولد في 9 يونيو 1915 في المملكة المتحدة، وتوفي في 1982. لعب مع نادي أبردين ونادي بليموث أرجايل.